# الزورق (فلم)
الزورق هو فيلم عراقي رومانسي ، أنتج في عام 1977.

## قصة القيلم
تنشأ قصة حب بين فتاة وشاب في إحدى المناطق الساحلية، وتتورط معه في علاقة جسدية، وتحمل منه، ويموت حبيبها في حادث، تخشى الفضيحة وتحاول الانتحار، ولكن ينقذها صياد طيب القلب ويحبها ويرعاها في كوخه الصغير، لكن تموت الفتاة بعد أن تنجب طفلها ويصاب الصياد بصدمة.

## طاقم العمل
- قائد النعماني
- سامي قفطان
- طعمة التميمي
- سمر محمد
- مديحة وجدي
- قاسم الملاك